# Отцепной вагон
Отцепной вагон (англ. slip coach, букв. «скользящий вагон») — на железных дорогах Великобритании и Ирландии вагон пассажирского поезда, который отцеплялся на ходу от экспресса и продолжал движение к станции по инерции. Остановку вагона у платформы обеспечивал проводник с помощью ручного тормоза. (Английское название связано с тем, что вагон словно соскальзывал с поезда, который продолжал движение без остановки). Таким образом, пассажиры могли добираться до промежуточных станций маршрута, не задерживая остальной состав, что сокращало время в пути между конечными точками. В эпоху высокой конкуренции железнодорожные компании стремились любыми способами сократить длительность поездки, по возможности избегая промежуточных остановок.

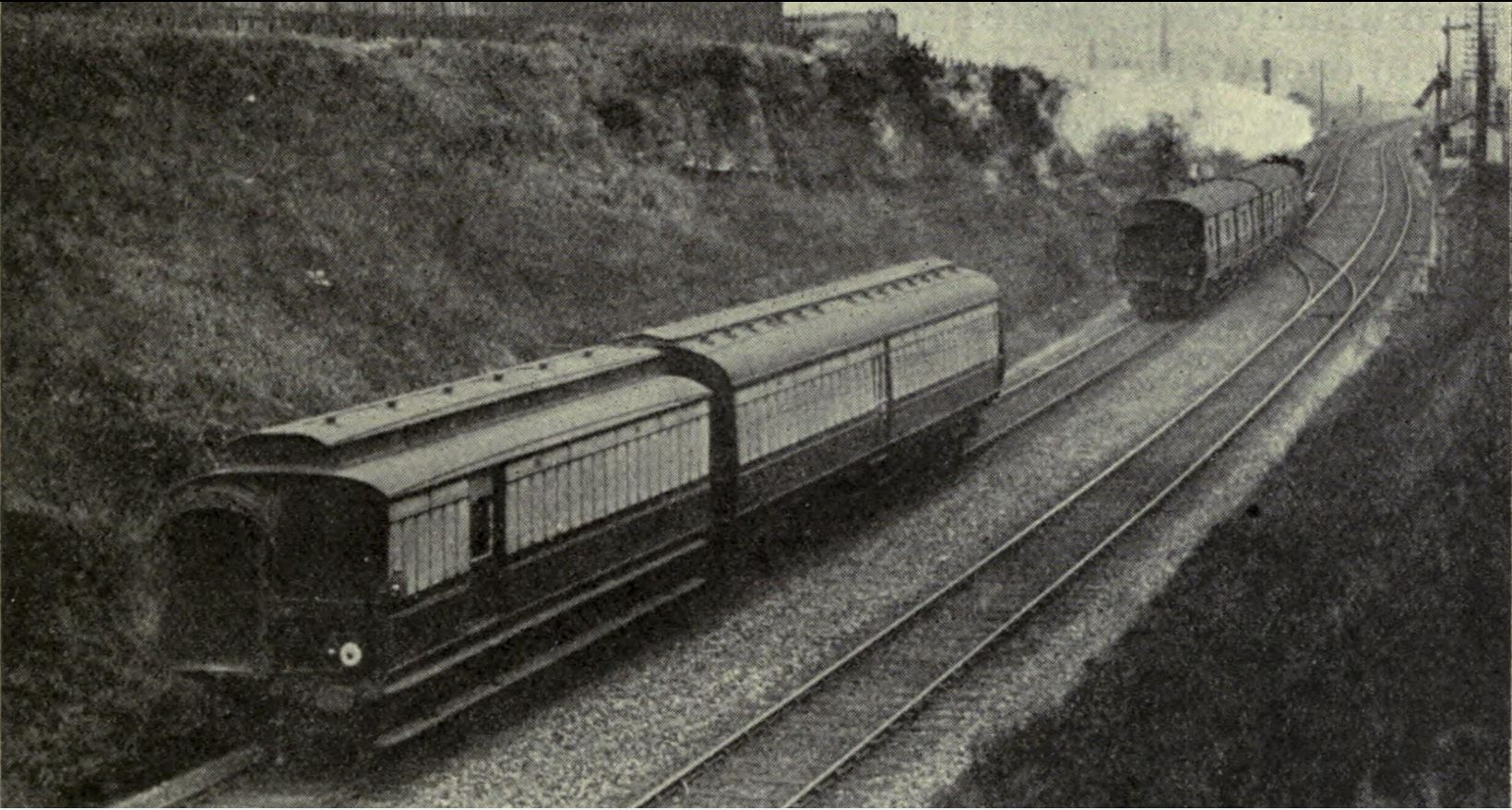
Отцепные почтовые вагоны Great Western Railway в Бедминстере, неподалёку от Бристоля

## Использование
Если экспресс двигался по центральному пути, отцепной вагон останавливался недалеко от станции и подтягивался к нужной платформе с помощью маневрового локомотива. В составе некоторых поездов было несколько таких вагонов, следующих до разных станций, иногда на одной станции станции останавливалось несколько отцепных вагонов. В некоторых случаях вагон после остановки на промежуточной станции прицеплялся к поезду, следующему в сторону от главного пути, с которым добирался до конечной цели маршрута. Это было удобно для пассажиров экспресса, которым не нужно было делать пересадку. Специальные отцепные вагоны сочетали в себе места для пассажиров разного класса, имели тормозную площадку и отсек для перевозки посылок.
В обратном направлении отцепные вагоны доставлялись от промежуточной станции к ближайшей остановке экспресса местным поездом, затем перецеплялись к экспрессу и завершали поездку вместе с ним.

## История
Отцепку вагонов на ходу, по-видимому, первоначально применяли для перецепки локомотива. Оторвавшись от паровоза, состав уходил по стрелке на другой путь, позволяя локомотиву перейти в его конец, чтобы тянуть поезд в обратном направлении. Вагоны по инерции подходили к станции, где их останавливал проводник. Этот способ использовался на железной дороге Лондон — Гринвич (L&GR) в конце 1830-х годов. Сэмюэл Уилфред Хогтон, локомотивный суперинтендант железной дороги Дублин — Кингстаун после визита на L&GR в сентябре 1849 года внедрил его в Ирландии, где после необходимых модификаций паровозов и установки полуавтоматических стрелочных переводов этот способ перецепки использовался в течение нескольких лет.
Впервые отцепной вагон использовался в Хейвардс-Хит на London, Brighton and South Coast Railway в феврале 1858 года. В 1914 году пассажиров ежедневно доставляли в среднем почти 100 отцепных вагонов, а на пике их количество достигало 200. Повышение скорости поездов, введение мотор-вагонных составов и высокая стоимость использования отцепных вагонов в расчете на одного пассажира привели к тому, что к середине XX века они практически исчезли.
В декабре 1858 года отцепные вагоны начала использовать Great Western Railway, чтобы доставить пассажиров с вокзала Паддингтона в Слау и Банбери, где перестали останавливаться экспрессы до Бирмингема.
Ланкаширско-Йоркширская железная дорога впервые ввела отцепные вагоны в 1889 году: пять поездов в день из Лидса в Манчестер отцепляли по два вагона в Рочдейле. В течение следующих трех десятилетий отцепные вагоны появились и на других маршрутах. Они продолжали использоваться в эпоху London, Midland and Scottish Railway (LMS), исчезнув только в 1927 году во время кампании по сокращению расходов.
Южная железная дорога отменила эту практику в апреле 1932 года в связи с электрификацией магистрали до Брайтона. На Лондонской и Северо-Восточной железной дороге последние два экспресса с отцепными вагонами курсировали до 1936 года от вокзала Ливерпуль-стрит.
Во время Второй мировой войны использование отцепных вагонов полностью прекратилось. Great Western Railway ненадолго вернула их в эксплуатацию после войны. Последний вагон перевёз пассажиров 10 сентября 1960 года на участке Западного региона Британских железных дорог от вокзала Паддингтона до Бистер-Норт.
На смену отцепным вагонам широко внедрялись разделяемые поезда, например, поезд с 8 вагонами делился на 2 части: одна продолжала движение по основной линии, а другая с новым локомотивом уходила на боковую ветку. Такая практика была распространена в Южной Англии, где действовало много пригородных линий.
В декабре 1906 года в Маркс-Тей и в декабре 1935 года в Вудфорд-энд-Хинтон произошли столкновения с участием отцепных вагонов.

### Ирландия
В Ирландии отцепные вагоны использовались Great Southern and Western Railway (GS&WR) на линии от вокзала Дублин-Кингсбридж и Great Northern Railway of Ireland (GNRI) на линии от Дублина до Белфаста. Первые такие вагоны появились на GS&WR в ноябре 1900 года (в 1887 году на станции Норт-Уолл проводились испытания отцепных вагонов, оказавшиеся неудачными). До 7 поездов от Дублина были оборудованы отцепными вагонами, которые следовали до станций Саллинс (далее до Таллоу), Килдэр (далее до Килкенни и Уотерфорда), Портарлингтон (далее до Атлона), Баллиброфи (далее до Лимерика) и Тёрлс(далее до Клонмела). Некоторое время проводилась опытная эксплуатация отцепных вагонов на поездах от Килкенни до Маунтмеллика с остановкой в Конниберри-Джанкшен. GNRI в 1932 отцепляла вагоны в Дроэде от экспресса в 15:15 в северном направлении, далее они следовали в Дандолк. Эта мера позволила увеличить среднюю скорость экспресса до 97 км/ч, сделав его первым в Ирландии регулярным поездом, шедшим со скоростью миля в минуту. В обратном направлении отцепной вагон оставлялся на станции Уорренпоинт. Последние отцепные вагоны ходили до Килдэра экспрессом в 09:30 от Дублина до Корка, их использование прекратилось в 1940 году.

### Соединенные Штаты
Old Colony Railroad, расположенная в штатах Массачусетс и Род-Айленд, состояла из многочисленных веток, примыкавших к основной магистрали. Здесь отцепные вагоны использовались для смены локомотива на ходу: на узловых станциях они сходу перецеплялись к паровозу, которые тянул их по местной линии. Штат не одобрял подобную практику, но не имел полномочий её запретить. Компания сама отказалась использовать смену локомотива на ходу после инцидента 1883 года, когда вагоны врезались в ожидавший их локомотив, который тронулся и без бригады доехал до станции Маттапан, где столкнулся с товарным составом.

## В культуре
- В 18 сезоне мультсериала «Томас и его друзья» появляются три отцепных вагона с Great Western Railway, принадлежащие Даку.
- В 15 главе романа Эрика Амблера «Маска Димитриоса» главный герой упоминает, что забронировал место в отцепном вагоне вагоне до Афин Восточного экспресса.